# Aquarium Kaiyukan
L'aquarium Kaiyukan (海遊館 (かいゆうかん)) est un aquarium situé dans l'arrondissement de Minato à Ōsaka, au Japon.
Ouvert en mai 1990, il abrite un réservoir de 5 400 m³ et une collection d'environ 580 espèces aquatiques.
On peut notamment y voir deux requins baleines, deux poissons-lunes, des raies, des loutres de mer, des manchots royaux, des tortues de mer, différentes espèces de méduses, ainsi que des crabes-araignées géants.
Le Kaiyukan ne se limite pas à l’exposition de poissons ; il recrée le cadre naturel qui s’étend tout autour de l’océan Pacifique. En tout, ce sont environ 620 espèces et 30 000 spécimens (amphibiens, reptiles, oiseaux, mammifères et même invertébrés et plantes) qui y sont présentés.

## Mort d'un requin-baleine relâché en mer
En novembre 2024, un requin-baleine qui avait vécu dans l'Aquarium Kaiyukan d'octobre 2019 à octobre 2024 puis relâché à des fins d’études scientifiques aux environs de Tosashimizu, dans la préfecture de Kōchi, est retrouvé mort à l'embouchure d'une rivière dans la préfecture d'Ehime. D’après un porte-parole de l'aquarium, c'est la première fois qu'un requin-baleine rendu à la mer par l'aquarium s’égare dans une rivière.

## Galerie de photographies

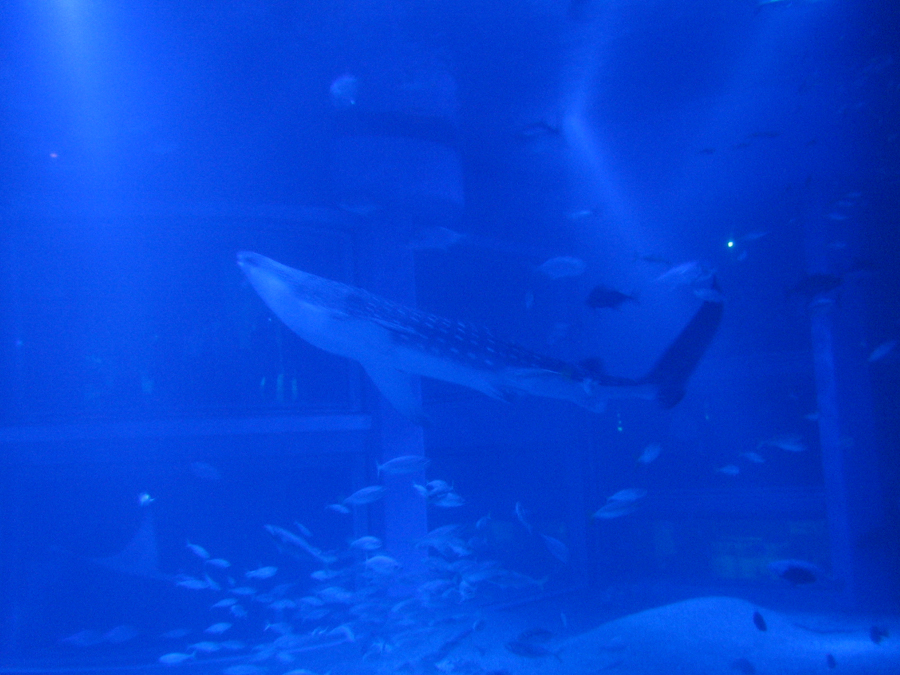
Requin baleine
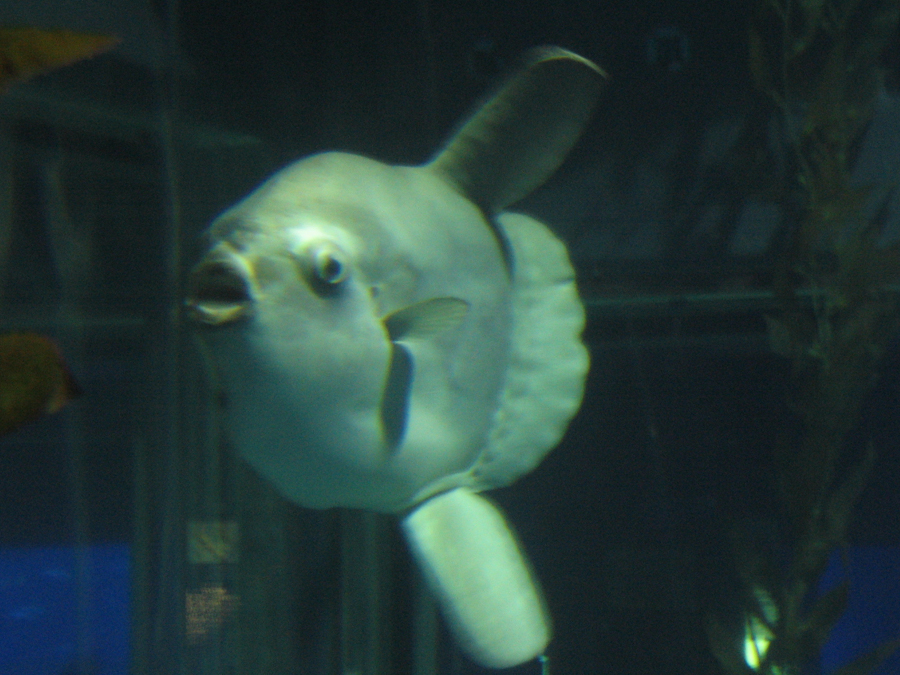
Poisson lune
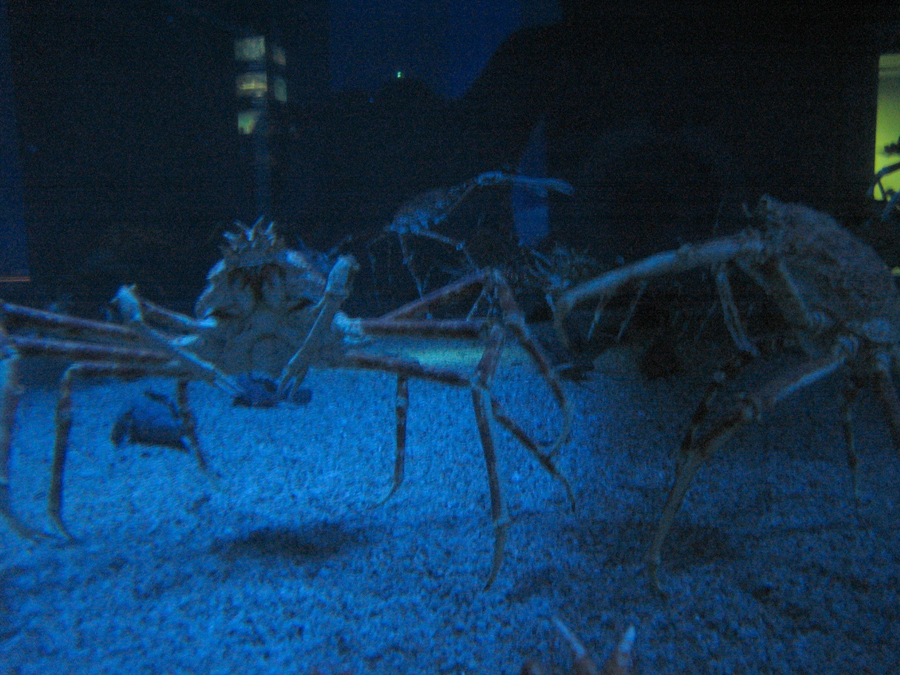
Crabes araignées géants
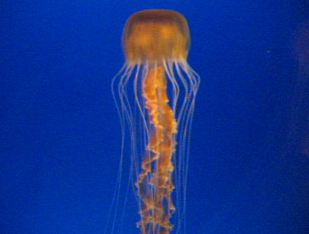
Petite Scyphozoa
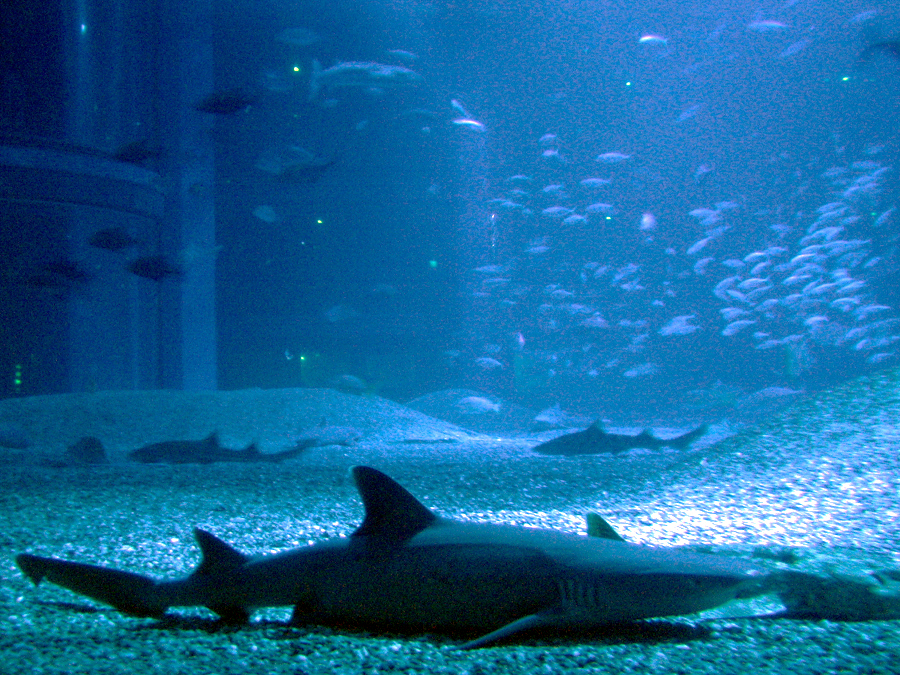
Requin-corail
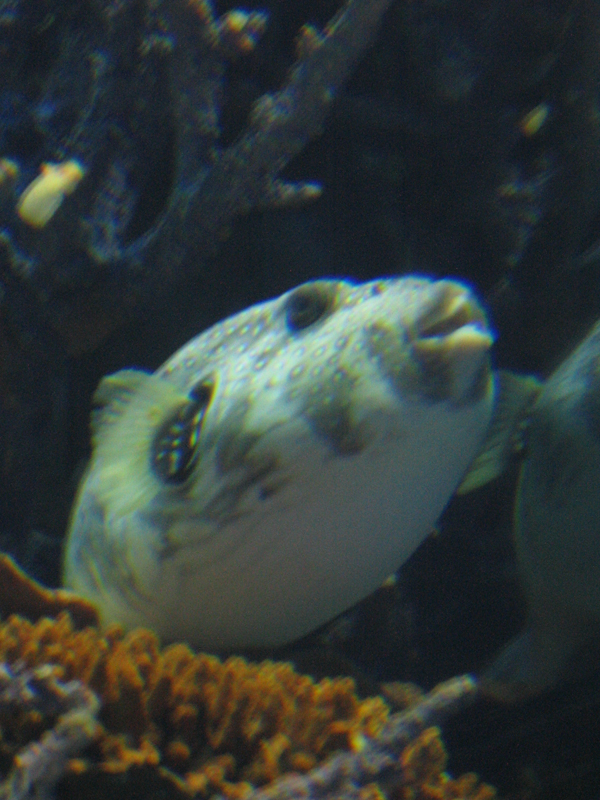
Fugu